# Frequency-hopping spread spectrum
In telecomunicazioni la frequency-hopping spread spectrum (traducibile come spettro diffuso per salti di frequenza), sigla FHSS, è una tecnica di trasmissione radio usata per aumentare la larghezza di banda di un segnale; consiste nel variare la frequenza di trasmissione a intervalli regolari in maniera pseudocasuale attraverso un codice prestabilito. 

## Storia

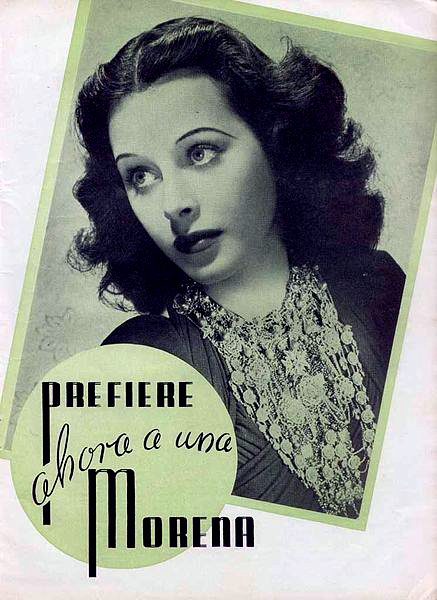
Hedy Lamarr

Le origini del frequency hopping si devono a Hedy Lamarr, attrice austriaca naturalizzata statunitense. Infatti suo marito ai tempi della seconda guerra mondiale era fabbricante d'armi e le insegnò i segreti per bloccare i segnali radio per il controllo dei siluri. Quando scoprì che il marito vendeva armi ad Hitler, Hedy fuggì a Hollywood per proseguire la sua carriera da attrice; qui, nel tempo libero, inventò la tecnica del frequency hopping per aiutare gli Alleati; il suo sistema utilizzava 88 frequenze, il numero dei tasti del pianoforte. Insieme al compositore George Antheil ottenne il brevetto per la sua invenzione, ma non venne presa in considerazione dalle forze armate statunitensi. Solo anni dopo la scadenza del brevetto l'idea ricevette attenzione.
Attualmente è utilizzata ampiamente nei più svariati sistemi di comunicazione partendo dal campo militare, data la difficoltà nel rilevare le trasmissioni e nel disturbarle, e arrivando allo standard del Bluetooth e alle applicazioni nel campo della telefonia mobile.

## Caratteristiche
L'unico modo di ricevere correttamente la trasmissione è quello di conoscere la sequenza esatta dei salti di frequenza e disporre di un ricevitore adatto a seguirli cioè un ricevitore perfettamente sincronizzato con i salti di frequenza del trasmettitore, altrimenti ciò che si ottiene sono solo dei frammenti sparsi senza alcun significato coerente. 
Queste caratteristiche porta a due capacità principali della FHSS: 
1. un alto grado di segretezza della trasmissione/comunicazione, tanto da essere usato come metodo di cifratura nelle comunicazioni analogiche;
2. una buona immunità ai disturbi, soprattutto da parte di altre trasmissioni interferenti.

Entrambe le caratteristiche sono state sfruttate nella progettazione e l'implementazione delle più recenti reti tattiche digitali militari, come il Link 16 ed il Link 22.
Inoltre la FHSS consente una buona resistenza al multipath fading dato che il ricevitore ottiene per primo il segnale diretto; i segnali riflessi repliche ridondanti seguono infatti un percorso più lungo e quando arrivano finalmente al ricevitore, quest'ultimo ha già effettuato il salto di frequenza, e in questo modo non vengono presi in considerazione non potendo così interferire nella comunicazione.